# Länsväg 255
De Zweedse weg 255 (Zweeds: Länsväg 255) is een provinciale weg in de provincies Uppsala län en Stockholms län in Zweden en is circa 30 kilometer lang.

## Plaatsen langs de weg
- Uppsala
- Sävja
- Knivsta
- Märsta

## Knooppunten
- Länsväg 282 bij Uppsala (begin)
- Länsväg 263 bij Märsta (einde)